# Horst-Martin Barnikol
Horst-Martin Barnikol (* 25. März  1934 in Jülich; † 28. Februar 2022) war ein deutscher evangelischer Theologe.

## Leben
Er studierte von 1953 bis 1958 Evangelische Theologie in Wuppertal, Basel, Göttingen und Bonn und legte sein erstes theologisches Examen 1961 ab. Im Jahr 1962 promovierte er zum Dr. theol. an der Universität Göttingen zu den Lehren von Martin Bucer. Von 1962 bis 1964 war er Vikar in Düsseldorf und Köln und wurde 1964 zum Pfarrer in Köln ordiniert. Von 1966 bis 1983 hatte er unterschiedliche Lehraufträge an der Universität Köln, der Gesamthochschule Essen und der Gerhardt Mercator Universität Gesamthochschule Duisburg.
Im Jahr 1983 erhielt er einen Ruf an die Gesamthochschule Essen auf den Lehrstuhl für Evangelische Theologie und ihre Didaktik und Systematische Theologie.
Während seiner Zeit als Professor unterhielt er eine Forschungskooperation mit der Universität Lund in Schweden und verglich dabei die didaktischen Methoden in den theologischen Disziplinen in Deutschland und Schweden. In seinen späteren Arbeiten befasste er sich mit interdisziplinären Ansätzen zur Betrachtung von Ethik und Verantwortung.
Auch nach seiner Emeritierung im Jahr 1997 führte er diese Forschung fort und hielt bis ins hohe Alter noch Einführungsveranstaltungen an der Universität Duisburg-Essen.

## Ehrungen
- Festschrift: Philipp David, Hartmut Rosenau, Aaron Schart (Hrsg.): Wagnis und Vertrauen. Denkimpulse zu Ehren von Horst-Martin Barnikol. Berlin-Münster 2014
- Akademische Feier (28. Mai 2014) der Universität Duisburg-Essen zum 80. Geburtstag

## Mitgliedschaften in Organisationen
- Stifterverband für die Deutsche Wissenschaft e.V. Essen – Berlin
- Leopoldina Akademie Freundeskreis e.V. Halle (Saale)
- Deutscher Hochschulverband (DHV) Bonn
- Internationale Bonhoeffer-Gesellschaft (IBG) Kiel und Wolfhagen
- Deutsche Gesellschaft für Religionsphilosophie (DGR) Hamburg
- Karl Barth–Gesellschaft, Reformierter Bund Hannover
- Gesellschaft für wissenschaftliche Religionspädagogik (GWR) Saarbrücken
- Freiherr v. Stein-Gesellschaft Münster
- Gemeinschaft Evangelischer Erzieher (GEE) Duisburg

## Veröffentlichungen
- Bucers Lehre von der Rechtfertigung. Dargestellt an seinem Römerbriefkommentar (1962); Neudruck: Kamen 2014, ISBN 978-3-89991-163-3
- Religion och livsfrågor bland svenska och tyska ungdomar. Brockmeyer, Bochum 1993, ISBN 978-3-8196-0090-6.
- Religion - Erfahrung - Didaktik. Insidereinblicke in die Reformdiskussion und Lehrplanentwicklung zum Gesamtschulkonzept. LIT, Berlin 2016, ISBN 978-3-643-13260-4.